# Kapitan Petko, Șumen
Kapitan Petko (în bulgară Капитан Петко) este un sat în comuna Veneț, regiunea Șumen,  Bulgaria. 

## Demografie
Componența etnică a satului Kapitan Petko
     Turci (72%)
     Nicio identificare (27,99%)
     Altele (0%)
La recensământul din 2011, populația satului Kapitan Petko era de 493 locuitori. Din punct de vedere etnic, majoritatea locuitorilor (72%) erau turci. Pentru 27,99% din locuitori nu este cunoscută apartenența etnică.